# Zhábinka
Zhábinka (bielorruso: Жа́бінка [ˈʐabʲinka]; ruso: Жа́бинка; yidis: זשאבינקע Zhabinke; polaco: Żabinka) es una ciudad subdistrital de Bielorrusia, capital del distrito homónimo en la provincia de Brest.
En 2017, la ciudad tenía una población de 13 299 habitantes.
Se conoce la existencia del pueblo en documentos desde 1817, dos décadas después de que el Imperio ruso adquiriera el territorio en la partición de 1795. El pueblo se desarrolló como poblado ferroviario a partir de 1882, cuando se construyó aquí una estación de ferrocarril en la línea Varsovia-Brest-Moscú. En 1921 se incorporó a la Segunda República Polaca, hasta que en 1939 pasó a formar parte de la RSS de Bielorrusia. Adoptó estatus urbano en 1970.
Se ubica a orillas del río Mujaviets, a medio camino entre Brest y Kobryn.